# Mingshan, Benxi
Mingshan är ett stadsdistrikt i Benxi i Liaoning-provinsen i nordöstra Kina. Det ligger omkring 66 kilometer sydost om provinshuvudstaden Shenyang. 